# Tracey Norman
Pour les articles homonymes, voir Norman.
Tracey « Africa » Norman, née Tracey Gayle Norman en 1951 à Newark dans le New Jersey, est une mannequin américaine. Elle est connue pour avoir été la première mannequin trans et afro-américaine dans les années 1970,.

## Biographie

### Mannequin
Africa est la première mannequin noire à faire la couverture de Vogue aux États-Unis en 1975. Irving Penn la surnomme la « nouvelle Bervely Johnson ».
Africa signe chez l'agence en vogue Zoli qui lui permet d'être mannequin pour les boîtes de coloration pour cheveux Clairol (en) dès les années 1970,. Elle est mannequin pour des magazines tels que Essence, New York ou Vogue. 
Cachant sa transidentité, comme la mannequin Pêche Di de Trans Models, lorsque sa condition est « découverte » par le milieu en 1980, elle ne trouve plus de travail dans le milieu. Elle enchaîne divers jobs, un contrat pour les cosmétiques Ultra Sheen, vendeuse de chaussures à Neward, puis danseuse peep-show burlesque à Times Square. En 1982, elle est obligée de quitter son appartement dans l'Upper East Side.

### Poseuse de la Ballroom
Son retour à New-York lui permet de s'intégrer aux ballrooms de Harlem où elle fonde sa maison la House Africa sous le nom de mother Tracey « Africa ». Elle est connue pour le succès de ses walk à contre-courant des tenus extravagantes et colorées à la mode en marchant en jean et T-shirt en no make-up.

### Reprise du mannequinat
En 2015, le New York Magazine publie un long portrait à son sujet. À l'été 2016, à 63 ans, elle devient l'égérie de la nouvelle collection Clairol tout comme Caitlyn Jenner l'avait été en couverture de Vanity Fair. Elle est le premier modèle transgenre à faire la couverture de Harper's Bazaar aux côtés de Geena Rocero. Elle fait également des conférences TED.

## Œuvres à son effigie
La série américaine Pose reprend en partie l'histoire du personnage à travers le rôle d'Angel Evangelista incarné par Indya Moore.